# Atrocity
Gli Atrocity sono un gruppo musicale tedesco formatosi a Ludwigsburg nel 1989.

## Storia
Il gruppo ha iniziato come band death metal band con l'EP Blue Blood del 1989, seguito dall'album Hallucinations. Il loro secondo lavoro fu l'album Todessehnsucht, del 1992. Aggiunto un sound più gotico e horror produssero il disco Blut nel 1994, seguito dall'EP acustico Calling the Rain, realizzato con la sorella del cantante Alexander Krull come voce ospite.
Nel 1996 fu pubblicato l'album Willenskraft, che vide l'introduzione di elementi industrial metal. Al seguente disco di cover, Werk 80, seguì un lungo periodo di inattività della band, che tornò in attività nel 2004 con la pubblicazione di un nuovo album, Atlantis, disco basato sulla storia mitologica di Atlantide. Dal nono album Okkult, del 2013, il gruppo è tornato alle sonorità death metal delle prime produzioni, mescolate con elementi sinfonici e progressive.

## Formazione

### Formazione attuale
- Alexander Krull - voce, tastiera, campionatore (1988-presente)
- Micki Richter - chitarra (2019-presente)
- Andrea Nasso - basso (2021-presente)
- Joris Nijenhuis - batteria (2012-presente)

### Ex componenti
- Mathias Röderer - chitarra (1988-2010)
- Sander van der Meer - chitarra (2010-2015)
- Richard Scharf - chitarra (1989-1994)
- Mathias Röderer - chitarra (1988-2010)
- Frank Knodel - chitarra (1988-1989)
- Christian Lukhaup - basso (1995-2007)
- JB van der Wal - basso (2010-2013)
- Alla Fedynitch - basso (2008-2010)
- Markus Knapp - basso (1994-1995)
- Oliver Klasen - basso (1989-1993)
- René Tometschek - basso (1988-1989)
- Mortiz Neuner - batteria (2005-2007)
- Roland Navratil - batteria (2010-2012)
- Seven Antonopoulos - batteria (2008-2010)
- Nicholas Barker - batteria (2008)
- Martin Schmidt - batteria (1999-2005)
- Michael Schwarz - batteria (1989-1999)
- Gernot Winkler - batteria (1988-1989)
- Thorsten Bauer - chitarra (1994-2021), basso (2013-2021)

## Discografia

### Album in studio
- 1990 - Hallucinations
- 1992 - Todessehnsucht
- 1994 - Blut
- 1995 - Die Liebe (con i Das Ich)
- 1996 - Willenskraft
- 2000 - Gemini
- 2004 - Atlantis
- 2010 - After the Storm (con Yasmin Krull)
- 2013 - Okkult
- 2018 - Okkult II
- 2023 - Okkult III

### Album di cover
- 1997 - Werk 80
- 2008 - Werk 80 II

### Raccolte
- 1996 - Kraft & Wille
- 1999 - Non Plus Ultra: 1989-1999

### Split
- 1992 - Breaking Barriers (con Fear Factory, Star Star, Gruntruck, Optimum Wound Profile, Sick of It All)

### EP
- 1995 - Calling the Rain (con Yasmin Krull)
- 1996 - The Hunt
- 1996 - The Definition of Kraft and Wille
- 2017 - Master of Darkness

### Demo
- 1988 - Instigators
- 1993 - Promo 93

### Singoli
- 1989 - Blue Blood
- 1997 - Shout
- 1997 - Tainted Love
- 1998 - Das letzte Mal
- 2000 - Sound of Love
- 2000 - Taste of Sin
- 2004 - Cold Black Days
- 2008 - Smalltown Boy
- 2019 - Spell of Blood/Blue Blood

### DVD
- 2012 - Die gottlosen Jahre